# Калігула (фільм)
«Калі́гула» (англ. Caligula) — епічний фільм 1979 року, поставлений Тінто Брассом про устої часів правління давньоримського імператора Калігули, що увійшов в історію безприкладною жорстокістю, підступністю і вадами. Фільм субсидувався брендом «Penthouse», звідси й скандально непристойний характер деяких сцен, через які автор сценарію Гор Відал зняв своє ім'я з титрів, а борці за моральність (особливо у Ватикані) називали його «огидним, ганебним мотлохом».

## Сюжет
Рим, 1 століття нашої ери. Майбутній імператор Калігула Гай Юлій Цезар Август Германік (Малкольм Макдавелл) вступає у боротьбу за Римський престол зі своїм дядьком (дідом) Тиберієм (Пітер О'Тул), діючи лестощами та хитрістю. Постійне очікування розправи з боку Тиберія остаточно підриває і без того крихку психіку Калігули. Він власноручно під час приступу Тиберія намагається його убити, але за сюжету за нього вбивство здійснює префект преторіанських когорт Макрон. Калігула стає Цезарем після Тиберія. Розгульне життя, безглузда жорстокість, непередбачуваність і масові конфіскації майна нобілів налаштовують проти Калігули його колишніх союзників, які влаштовують змову проти нього і врешті-решт вбивають.
Другою сюжетною лінією стрічки є тілесне кохання Калігули і його сестри Юлії Друзілли. Вона помирає незадовго до вбивства самого Калігули. Місце імператора, що звільнилося, займає дядько Калігули Клавдій, який, за сюжетом фільму, є недоумкуватим і боязким ненажерою, готовим підкорятися будь-якому впливу.

## В ролях
- Малкольм Макдавелл — Калігула
- Хелен Міррен — Цезонія
- Пітер О'Тул — Тіберій
- Паоло Боначеллі — Касій Херея
- Джон Гілгуд — Нерва
- Тереза Енн Савой — Друзила
- Гуїдо Маннарі — Макрон
- Джанкарло Бадессі — Клавдій
- Бруно Бріве — Гемелл
- Адріана Асті — Еннія
- Леопольдо Трієсте — Харикл
- Джон Стайнер — Лонгін
- Мірелла Д'Анджело — Лівія
- Рік Перетс — Меністр
- Паула Мітчел — співачка в Субурі
- Озіріде Певерелло — гігант
- Донато Пласідо — Прокул
- Аннека Ді Лоренцо — Мессаліна
- Лорі Вагнер — Агріпіна

## Факти
- Справжні порнографічні сцени, з реальним, не симульованим сексом (тривалістю 6 хвилин) на екрані, особисто зняв і вмонтував у стрічку продюсер фільму, видавець визнаного в США порнографічним журналом «Penthouse» Боб Гуччіоне. Зробив він це без відома головного режисера Тінто Брасса, до того моменту від випуску фільму ним відстороненого[3].
- Шведська мелодік-дез-метал група Arch Enemy використала діалог з фільму у своїй пісні Rise of the Tyrant з однойменного альбому 2007 року:
Caligula: I have existed from the morning of the world and I shall exist until the last star falls from the night. Although I have taken the form of Gaius Caligula, I am all men as I am no man and therefore I am a God. I shall wait for the unanimous decision of the senate, Claudius.
Claudius: All those who say aye, say aye.
Caligula: Aye… Aye!
Senators: Aye! Aye! Aye!
Guard: He's a god now…